# Nora Subschinski
Nora Subschinski (Berlín Este, RDA, 5 de junio de 1988) es una deportista alemana que compitió en saltos de trampolín y plataforma.
Ganó dos medallas de bronce en el Campeonato Mundial de Natación, en los años 2007 y 2011, y doce medallas en el Campeonato Europeo de Natación entre los años 2004 y 2015.
Participó en cuatro Juegos Olímpicos de Verano, ocupando el sexto lugar en Atenas 2004, el cuarto en Pekín 2008, el sexto en Londres 2012 y el séptimo en Río de Janeiro 2016, en la prueba sincronizada.

## Palmarés internacional
| Campeonato Mundial | Campeonato Mundial       | Campeonato Mundial | Campeonato Mundial     |
| Año                | Lugar                    | Medalla            | Prueba                 |
| ------------------ | ------------------------ | ------------------ | ---------------------- |
| 2007               | Melbourne (Australia)    | Medalla de bronce  | Plataforma 10 m sincro |
| 2011               | Shanghái (China)         | Medalla de bronce  | Plataforma 10 m sincro |
| Campeonato Europeo |                          |                    |                        |
| Año                | Lugar                    | Medalla            | Prueba                 |
| 2004               | Madrid (España)          | Medalla de oro     | Plataforma 10 m sincro |
| 2006               | Budapest (Hungría)       | Medalla de oro     | Plataforma 10 m sincro |
| 2008               | Eindhoven (Países Bajos) | Medalla de oro     | Plataforma 10 m sincro |
| 2009               | Turín (Italia)           | Medalla de plata   | Trampolín 3 m sincro   |
| 2009               | Turín (Italia)           | Medalla de plata   | Plataforma 10 m        |
| 2009               | Turín (Italia)           | Medalla de plata   | Plataforma 10 m sincro |
| 2010               | Budapest (Hungría)       | Medalla de oro     | Plataforma 10 m sincro |
| 2011               | Turín (Italia)           | Medalla de plata   | Plataforma 10 m sincro |
| 2012               | Eindhoven (Países Bajos) | Medalla de bronce  | Plataforma 10 m sincro |
| 2014               | Berlín (Alemania)        | Medalla de plata   | Trampolín 3 m sincro   |
| 2014               | Berlín (Alemania)        | Medalla de bronce  | Trampolín 3 m          |
| 2015               | Rostock (Alemania)       | Medalla de bronce  | Trampolín 3 m sincro   |